# Gran Torino (2008.)
Gran Torino je drama Clinta Eastwooda iz 2008. Osim Eastwooda, u filmu nastupa uglavnom glumačka postava koju čine Hmongi, kao i Eastwoodov mlađi sin, Scott Eastwood. Njegov stariji sin, Kyle Eastwood, skladao je glazbu za film koji se 12. prosinca 2008. počeo prikazivati u manjem broju kina u SAD-u, dok je 9. siječnja 2009. krenuo u široku distribuciju.

## Radnja
Walt Kowalski, veteran Korejskog rata, živi u četvrti Detroita koja se sve više mijenja i u kojoj dominiraju imigranti. Film počinje sa sprovodom njegove žene i prizemnim govorom oca Janovicha. Čini se kako Kowalski ne može podnijeti svoja dva sina i njihove obitelji koji pokazuju malo poštovanja prema njemu i pokojnoj majci. Tijekom filma Walt ih opisuje kao razmažene i zaokupljene samima sobom te da ga izbjegavaju, osim onda kad je to u njihovu interesu.
Waltovi susjedi tinejdžeri, Thao i Sue Vang Lor, žive s majkom i ekscentričnom bakom. Nakon što Thaoa napadne rasistički nastrojena hispanska banda, banda Hmonga, predvođena Thaovim starijim rođakom Paukom, umiješa se kako bi spasila malog rođaka. Hmong banda na licu mjesta pokuša nagovoriti Thaoa da im se pridruži. Proces Thaove inicijacije sastoji se u tome da ukrade Waltov Ford Gran Torino iz 1972. Walt ga uhvati u pokušaju krađe, uperivši mu pušku u lice i prisilivši ga da pobjegne. Nakon nekoliko dana, Pauk i njegova banda se vraćaju. Uz pomoć svoje sestre, Thao se uspijeva verbalno suprotstaviti bandi. No, banda odvuče Thaoa s trijema u pokušaju da ga napadnu. Njegova obitelj u očaju se pokuša oduprijeti napadačima. Sukob završava nakon što Walt zaprijeti članovima bande svojom M-1 puškom, rekavši im da mu se maknu s travnjaka. Oni napuštaju četvrt, rekavši usput Waltu "da čuva leđa".
Vang Lorovi počnu zahvaljivati mrzovoljnom i nestrpljivom Waltu, koji inzistira da je samo želio da mu se "žuti" maknu s posjeda. Nakon što se susjedstvom pročulo za Waltov hrabri čin, nagrađuju ga ostavljajući mu na trijemu posuđe Hmonga i biljke. Walt nije zadovoljan, tražeći samo da ga puste na miru. Otac Janovich posjećuje Walta, podsjetivši ga na želju njegove žene da se ispovijedi. Walt odbije.
Nakon što je ugledao kako tri crnca uznemiruju Sue, Walt se usmiješa kako bi je spasio. Sue pomalo upoznaje Walta i dovodi ga svojoj obitelji. Sue, Thao i njihova majka sutradan počnu inzistirati da Thao počne raditi kao volonter za Walta kako bi mu otplatio dug te da bi ga starac očvrsnuo. On pronalazi Thaou građevinski posao i spaja ga s djevojkom Youaom, koju Walt naziva "Yum Yum".
U međuvremenu, banda Hmonga nastavlja vršiti pritisak na Thaoa da im se pridruži. Nakon što su ga uhvatili samog na ulici, opljačkaju ga i ugase mu cigaretu na licu. Walt se suprotstavi jednom od članova bande i prebije ga. Banda se vraća nekoliko dana kasnije i zapuca po kući Vang Lorovih, ranivši Thaoa u vrat. Sue, koja je napustila prijateljičinu kuću prije pucnjave, vraća se pretučena i silovana. Walt uleti natrag u kuću i u bijesu počne razbijati pokućstvo. Posjećuje ga otac Janovich. Dvojica popiju pivo i počnu razgovarati što će Walt napraviti. Nakon što je iskašljao krv, Walt posjeti liječnika i sazna da umire. Ode na ispovijed ocu Janovichu koji mu kaže da se moli.
Ljutiti Thao željan osvete planira se pridružiti Waltu u napadu na bandu. Walt ga odvede podrum, dadne mu svoju Srebrnu zvijezdu i zaključa ga unutra, rekavši mu kako ne želi da provede život s osjećajem krivnje jer je nekoga ubio. Kasnije nazove Sue i rekne joj da otključa podrum i pusti Thaoa. Walt dolazi pred kuću u kojoj obitava banda i počne ih proklinjati. Izvadi cigaretu iz jakne, stavi je u usta i upita ima li tko vatre. Zatim posegne po upaljač u jaknu, a banda u strahu otvori vatru. Nakon dolaska na mjesto zločina, Thaou i Sue policajac Hmong podrijetla kaže da je banda uhićena te da će dugo vremena provesti u zatvoru jer su ubili nenaoružana čovjeka. Hmong susjedi koji su svjedočili ubojstvu prekrše svoj zakon šutnje i odluče svjedočiti protiv članova bande.
Na misi zadušnici za Walta otac Janovich održi upečatljiv govor o pokojniku koji biva ukopan u odijelu po mjeri koje je sam kupio. Thao i njegova obitelj brojčano nadmašuju Waltovu, čiji se sin pita kako oni znaju Walta. U svojoj oporuci, Walt ostavlja svoju kuću Crkvi, a svoj Gran Torino Thaou, na veliko nezadovoljstvo svoje obitelji koja se nadala kako će naslijediti kuću te kako će Waltova nezahvalna unuka dobiti Gran Torino. U posljednjoj sceni, Thao vozi Gran Torino s Waltovim psom, Daisy.

## Glumci
- Clint Eastwood kao Walt Kowalski, veteran Korejskog rata. Kowalskom su u životu bitne samo dvije stvari: Gran Torino iz 1972. i njegova M1 Garand iz rata. Eastwood je opisao odnos lika s tim objektima: "Radio je na tekućoj vrpci u pogonu Forda, umirovio se i taj automobil je jedina stvar koju je sam sebi priuštio. To je na neki način simbol njegovih dana u Fordu. M1 je simbol njegovih vojnih dana... On se oslanja na uspomene na rat. Otkrit ćete kad vidite, neke od uspomena nisu ugodne kao druge. To još više otežava njegov odnos s drugima."[3] Dodao je: "On je jedan od onih tipova koji teško prihvaćaju promjenu... [a film] samo pokazuje kako teče njegov život i kako se on povezuje s Hmongima koji žive u susjednoj kući."[4]
- Bee Vang kao Thao, Hmong tinejdžer uhvaćen u krađi Waltova Gran Torina. Bila je to prva Vangova glumačka uloga.[5] Lik je opisan kao "slabić iz susjedstva", a velika razlika u visini između Thaoa i Kowalskog bila je namjerna kako bi odražavala mentorski odnos. Vang je rekao, "Thao se doslovno 'ugleda' na njega".[6]
- Ahmey Her kao Sue, Thaova starija sestra. Sue služi kao Waltov vodič u njenu obitelj.[6]
- Christopher Carley kao Otac Janovich, lokalni svećenik posvećen pomoći Waltu nakon smrti njegove žene.

U Gran Torinu se pojavljuju i Brooke Chia Thao kao Thaova majka i Chee Thao kao Thaova baka udovica. Peteročlanu bandu čine Sonny Vue kao vođa bande, "Smokie"; Doua Moua kao Fong (ili "Pauk"), Thaov i Suein stariji rođak; Jerry Lee, Elvis Thao i Lee Mong Vang. Glumačka postava većinom je sastavljena od Hmonga, što je vrlo neobično za američki mainstream film. Casting za Hmong glumce održan je u njihovim zajednicama u Saint Paulu, Fresnu i Detroitu. Svi osim jednog glavnih likova Hmonga su po prvi put glumili na filmu, kao što je to bio slučaj s većinom statista.

## Produkcija
Gran Torino režirao je Clint Eastwood, dok scenarij potpisuje Nick Schenk. Producirale su ga kuće Village Roadshow Pictures, Media Magik Entertainment i Malpaso Productions za distributera Warner Bros. Eastwood je bio i jedan od producenata, uz Roberta Lorenza i Billa Gerbera. Originalni scenarij inspiriran je užim prstenom predgrađa Minneapolisa u Minnesoti, ali producenti su odlučili producirati film u državi Michigan jer je film postao jedan od prvih koji su iskoristili prednost novog državnog zakona koji omogućuje unosne poticajne pakete. Snimanje je započelo u srpnju 2008., a snimano je u Highland Parku, Center Lineu, Warrenu, Royal Oaku i Grosse Pointe Parku u Michiganu. Na produkciji su angažirani ekipa, produkcijski asistenti, konzultantni i statisti Hmong podrijetla.

## Kritike
Nakon gledanja filma, The New York Times je naglasio posmrtni ton koji dominira filmom. Manohla Dargis iz Timesa usporedila je Eastwoodovu prisutnost u filmu s Prljavim Harryjem i Čovjekom bez imena, rekavši: "Prljavi Harry se na neki način vratio u Gran Torinu, ne kao lik nego duhom. On lebdi u filmu, u njegovim temama i slikama velikih kalibara, te naravno najočitije u licu g. Eastwooda. To je sada monumentalno lice, tako naborano i nabrano da više i ne izgleda isušeno, kao što je to bio slučaj proteklih desetljeća, ali čini se bližim okamenjenom drvetu." Na kraju ga je ocijenila s 4 od 5 zvjezdica. Los Angeles Times također je hvalio Eastwoodovu izvedbu i vjerodostojnost kao akcijskog junaka u dobi od 78 godina. Kenneth Turan komentirao je Eastwoodovu izvedbu: "To je film koji se ne može zamisliti bez glumca u glavnoj ulozi. Ideja o 78-godišnjem akcijskom junaku može zvučati kontradiktorno, ali Eastwood uspijeva, iako je njegova opasnost više verbalna nego fizička. Čak i sa 78, Eastwood može rečenicu 'Maknite se mog travnjaka' učiniti jednako prijetećom kao 'Uljepšaj mi dan', a kad kaže 'Probušit ću ti rupu u licu i zaspati kao beba', zvuči kao dao to zaista i misli." Prema podacima od 16. siječnja 2009., film na Rotten Tomatoesu ima 76 posto pozitivnih recenzija od ukupno njih 144. Na Metacriticu je rezultat 73/100 na temelju 23 recenzije.

## Nagrade i nominacije
Gran Torino se našao na popisu deset najboljih filmova 2008. Američkog filmskog instituta. Izvedba Clinta Eastwooda također je pobrala mnoga priznanja. Osvojio je nagradu Nacionalnog ureda za kritiku za najboljeg glumca, a trenutno je nominiran za nagrade za najboljeg glumca Udruženja televizijskih, radijskih i internetskih filmskih kritičara i Udruženja filmskih kritičara Washingtona. Originalna pjesma iz filma, "Gran Torino", nominirana je za Zlatni globus za najbolju originalnu pjesmu. Glazbu potpisuju, Clint Eastwood, Jamie Cullum, Kyle Eastwood i Michael Stevens, a stihove Cullum. Ceh američkih scenografa nominirao je Gran Torino za svoju glavnu nagradu.

## Vanjske poveznice
- Službena stranica
- Gran Torino u internetskoj bazi filmova IMDb-a
- Gran Torino na Rotten Tomatoes